# NGC 6553
NGC 6553 is een bolvormige sterrenhoop in het sterrenbeeld Boogschutter. Het ligt 19.600 lichtjaar van de Aarde verwijderd en werd op 22 mei 1784 ontdekt door de Duits-Britse astronoom William Herschel.

## Synoniemen
- GCl 88
- ESO 521-SC36